# Zona di alienazione

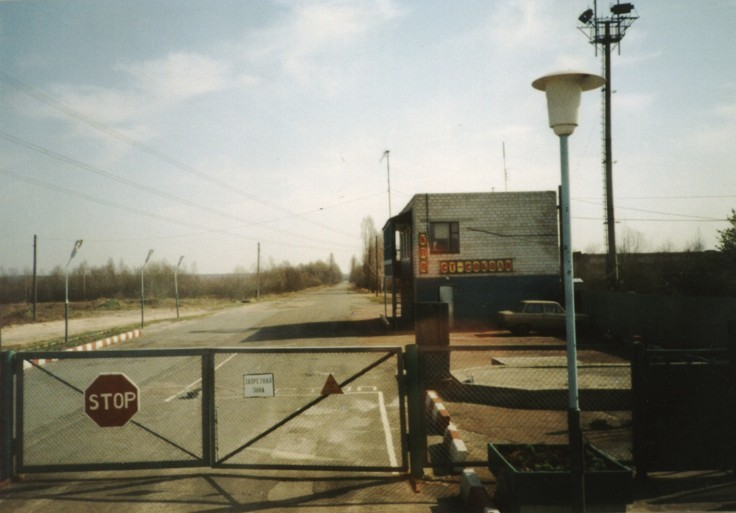
L'ingresso della "zona di alienazione" attorno a Černobyl'.

La zona di alienazione (in ucraino Зона відчуження?, Zona vidčužennja) o zona di Černobyl' (Чорнобильська зона, Čornobyl's'ka zona) è una porzione di territorio ucraino compreso approssimativamente nel raggio di 30 km dal sito dell'ex-centrale nucleare di Černobyl' e istituita in seguito all'incidente nucleare del 1986. Geograficamente include gran parte dell'area settentrionale delle oblasti di Kiev e di Žytomyr fino all'incirca al confine con la Bielorussia.

## Istituzione e regolamentazione

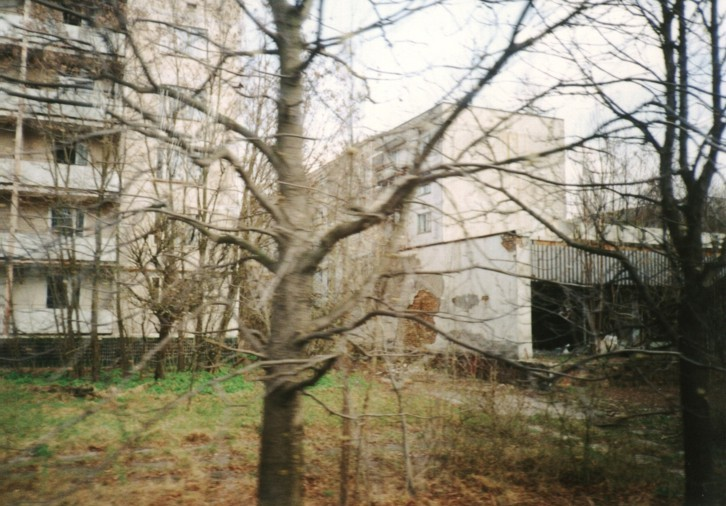
Fabbricati abbandonati dentro la Zona

La zona fu istituita dopo il disastro di Černobyl' nel maggio 1986, per evacuare la popolazione locale e prevenire l'ingresso nel territorio più fortemente contaminato. L'area attorno alla centrale venne divisa in quattro anelli concentrici: il più piccolo di essi, che delimita il territorio più esposto alle radiazioni, entro 30 km dalla centrale, è la cosiddetta Quarta Zona.
Il territorio circostante è contaminato in modo diseguale. Punti di massima contaminazione sono stati determinati non solo dal vento che ha trasportato qua e là polvere radioattiva durante l'incidente, ma anche da numerosi interramenti di vario materiale ed attrezzature. Le autorità preposte alla zona fanno molta attenzione nel proteggere questi punti da turisti, cacciatori di rottami e scariche elettriche atmosferiche, ma ammettono che molti di questi luoghi rimangono non mappati e conosciuti solo dai liquidatori.
Qualsiasi attività civile o commerciale, così come la semplice residenza, è legalmente proibita e punibile. L'unica eccezione ufficialmente riconosciuta è l'esecuzione di lavori sui resti dell'impianto nucleare e la presenza di installazioni scientifiche per lo studio della sicurezza nucleare.
La zona è soggetta a norme amministrative speciali ed è controllata dall'Amministrazione della zona di alienazione, soggetta al Ministero per le Emergenze ed Affari locali per la Protezione della Popolazione dalle conseguenze del disastro di Černobyl'. Il territorio di questa zona è controllato da una Polizia speciale del Ministero degli Interni ucraino e i suoi limiti sono determinati dalle autorità di confine ucraine.
Ognuno degli addetti che lavora entro la zona vi è ammesso a turno e per periodi di tempo prestabiliti variabili da un giorno a un mese. La durata dei turni è strettamente correlata alla pensione e ai documenti sanitari della persona. Il personale delle installazioni citate sopra risiede abitualmente a Slavutyč (una città costruita appositamente a distanza di sicurezza nell'oblast' di Černihiv) e in altre città dell'Ucraina.
L'accesso alla zona è comunque possibile per brevi visite: vi sono viaggi organizzati della durata di un giorno da Kiev.

## Storia
Dal punto di vista storico-geografico la zona è il cuore della Polesia, territorio degli Slavi orientali. Quest'area in gran parte rurale e ricca di foreste ospitava circa 120.000 persone distribuite in 90 fra paesi e città (incluse le città allora in rapida espansione di Černobyl' e Pryp"jat'). Oggi è quasi completamente disabitata.
Quando le autorità consentono brevi giri turistici della zona, alcuni degli ex-residenti di Pryp"jat' e Černobyl' hanno istituito una tradizione del ricordo che include visite annuali alle case e alle scuole abbandonate e siti internet che descrivono passato e presente dei loro luoghi d'infanzia.

La mappa mostra i livelli di contaminazione da cesio tra Ucraina, Bielorussia e Russia nel 1996. La Zona di Alienazione è quella rossa.

## Natura
La flora e la fauna della zona sono state pesantemente colpite dalla contaminazione radioattiva che ha seguito l'incidente. La nuvola di polvere fortemente radioattiva ha lasciato dietro di sé quella che oggi è conosciuta come la Foresta rossa (in ucraino: Рудий Ліс, Rudyj Lis), ovvero una pineta che in seguito alle radiazioni diventò completamente rossa e venne rasa al suolo. Pare che ci furono casi di deformità in seguito a mutazioni genetiche negli animali ma nessuno di essi venne scientificamente documentato eccetto un parziale albinismo nelle rondini.
Pare anche che ci sia stata una crescita notevole della vegetazione spontanea in seguito alla riduzione dell'impatto umano sulla zona. L'area è considerata da alcuni un esempio di Parco involontario. La fauna tradizionale della Polesia come lupi, cinghiali, caprioli, cervi, alci e castori, si è moltiplicata enormemente ed ha cominciato ad espandersi al di fuori dell'area. La zona ospita anche branchi di bisonti europei e cavalli di Przewalski liberati qui dopo il disastro. Sono state avvistate seppur raramente anche linci e vi è notizia addirittura di tracce di orso bruno, un animale non avvistato qui da secoli. Unità speciali di guardie forestali sono preposte alla protezione di tali specie.
Fiumi e laghi della zona rappresentano una minaccia significativa per la diffusione di fanghi contaminati durante le piene primaverili. Esiste perciò un sistema di dighe di protezione.

## Infrastrutture

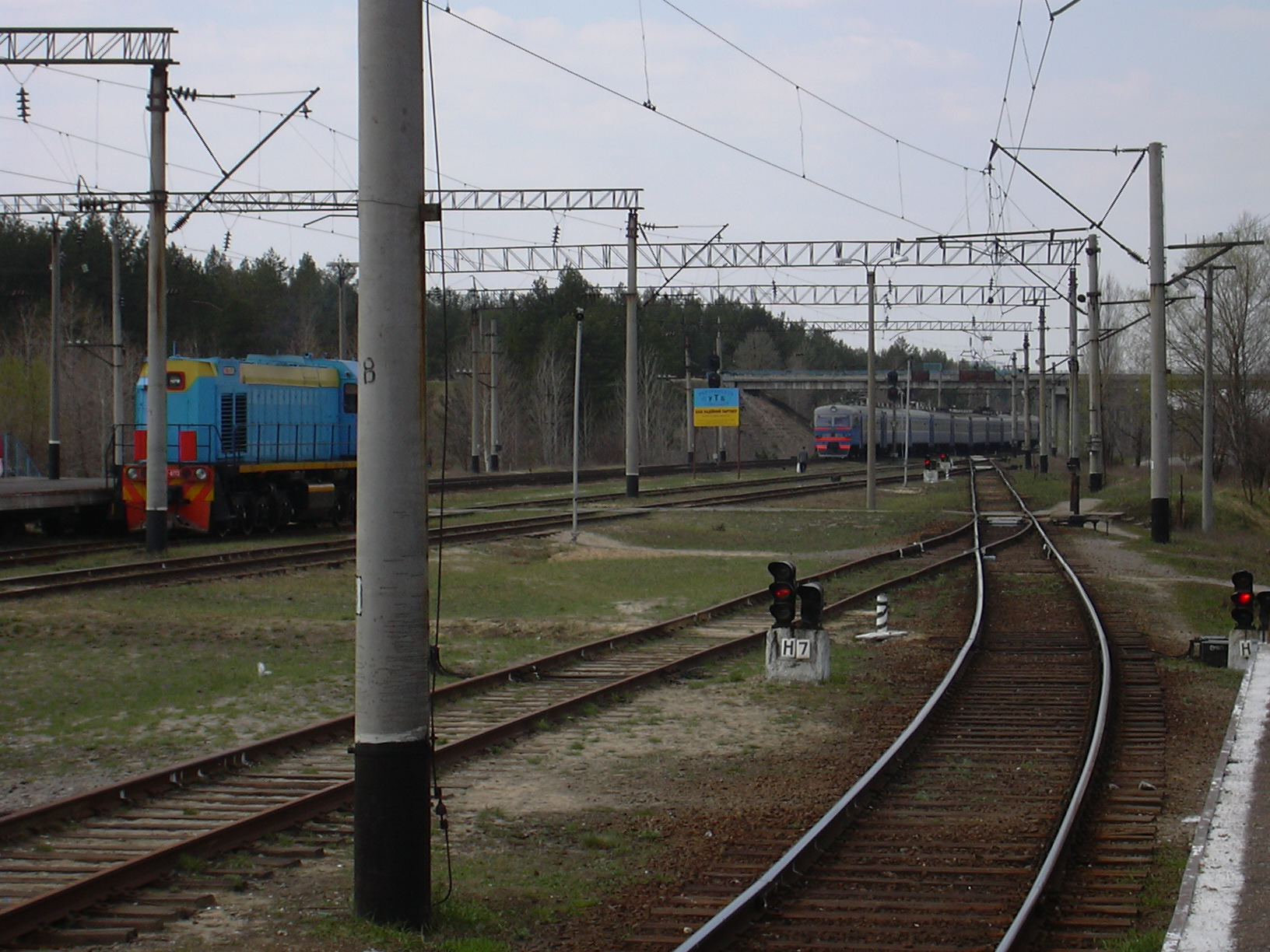
La linea ferroviaria della stazione di Slavutyč, che porta gli addetti alla zona di alienazione

Le infrastrutture industriali, residenziali e di trasporto sono divenute in gran parte fatiscenti dopo l'abbandono avvenuto in seguito all'incidente. Ci sono almeno 800 interramenti (in ucraino могульник, mohul'nyk) conosciuti di veicoli contaminati con centinaia di veicoli militari ed elicotteri abbandonati. Traghetti e chiatte giacciono abbandonati nei porti fluviali.
Tuttavia, l'infrastruttura legata agli attuali usi della centrale è mantenuta e sviluppata, così come la linea ferroviaria, che porta dalla stazione di Yaniv, adiacente al sito nucleare, all'esterno della zona protetta.

### Černobyl' 2
La Černobyl' 2, conosciuta anche come Duga-1, è un'ex-installazione militare sovietica relativamente vicina al reattore nucleare, consistente in una gigantesca antenna appartenuta al sistema anti-missilistico dell'ex-URSS. La segretezza che circondava questa installazione ha fatto nascere il sospetto che sia stata essa la causa del disastro, tesi oggi smentita visto che le dinamiche dell'incidente sono ormai chiare quasi del tutto. La base è oggi in disuso, abbandonata e in corso di smantellamento, e tutte le informazioni sensibili presenti sui nastri dell'archivio e le strumentazioni sono state divelte e fatte sparire. Oggi l'area è sotto la competenza del Ministero per le Emergenze e si sta considerando di smantellare le enormi strutture di ferro arrugginito, considerate un pericolo, poiché si teme che il loro crollo possa causare un micro-terremoto, pericoloso per la sicurezza degli stoccaggi di materiale radioattivo presenti nei paraggi.

### Rozsocha
Gli automezzi militari contaminati che non sono stati sepolti, sono ospitati nella vicina cittadina disabitata di Rozsocha, ove è situato il gigantesco cimitero di veicoli militari. Centinaia tra automobili, camionette, elicotteri, carri armati e autopompe giacciono da più di trent'anni in un enorme spiazzo allestito frettolosamente in seguito al disastro. Molti di essi sono capovolti e i motori e le parti riutilizzabili sono state asportate sebbene altamente radioattive. La cittadina è stata evacuata nel 1986 e il sito risulta circondato dal filo spinato, nel tentativo di scongiurarne l'accesso.

### Burakivka
Esistono altri siti come Rozsocha: uno di questi è Burakivka, una spianata in cui sono stati seppelliti molti mezzi e oggetti contaminati da materiale dal decadimento a medio-lungo termine. Per prevenire infiltrazioni nelle falde acquifere sono state effettuate gettate di argilla sul fondo degli scavi prima di depositare il materiale contaminato. A Burakivka si contano trenta scavi con fondo di argilla, di cui ventisei già pieni e quattro destinati ad ospitare altro materiale in futuro.

## Il problema dello sciacallaggio
Lo sciacallaggio, il disboscamento abusivo e la salvaguardia del materiale tecnologico e militare abbandonato sono i problemi odierni della zona. Nonostante i continui controlli di polizia, i disoccupati delle zone circostanti spesso si introducono nel perimetro dell'area per prendere materiale inquinato, dall'elettronica ai sedili per il WC, specialmente a Pryp"jat', dove i residenti di circa trenta grandi condomini hanno dovuto abbandonare tutte le loro cose. Nonostante lo sciacallaggio diffuso, diversi fabbricati non sono mai stati violati. Nel 2007 il governo ucraino ha varato norme amministrative e penali più severe contro le attività illegali all'interno della zona di alienazione e ha rinforzato le unità di polizia a presidio del territorio.

## La popolazione
Decine di persone (perlopiù anziani) rifiutarono di lasciare le loro case o vi ritornarono illegalmente più tardi. Dopo molti tentativi di espellerli le autorità si sono rassegnate alla loro presenza e hanno addirittura permesso il passaggio di beni destinati ad essi. La popolazione è composta anche da vagabondi ed emarginati; queste persone, chiamate samosely (самосели, traducibile come auto-insedianti) dichiarano il loro forte impegno per la natura che li circonda e per lo stile di vita rurale. Di solito i samosely negano o sono rassegnati a qualsiasi conseguenza sulla loro salute derivante dal vivere in una zona a così alti livelli di contaminazione.
Un documentario, trasmesso su Rai 1 il 26 aprile 2020, ha raccolto le testimonianze di alcuni sopravvissuti all'esplosione di Černobyl' del 1986. Secondo le stime del governo russo, si tratta di una comunità di circa 1.500 persone alle quali è stato riconosciuto il diritto a una nuova abitazione lontano dei luoghi contaminati e un vitalizio mensile in riparazione dei danni subiti. I samosely sono una popolazione di anziani, priva di un ricambio generazionale che possa garantire un futuro alla città. Il loro principale luogo di aggregazione settimanale è costituito dalla cattedrale ortodossa di Sant'Elia a Černobyl'.
I sopravvissuti rammentano che la censura governativa non fece trapelare alla stampa alcuna notizia ufficiale del disastro fino alla conclusione dei festeggiamenti del 1º maggio. Dal 27 aprile al 5 maggio decine di elicotteri e mezzi pesanti provenienti da tutta la Russia si concentrarono nell'area del reattore per trasportare sabbia e boro, nel tentativo di riempire rapidamente il sarcofago di contenimento. I giovani del luogo furono inviati come volontari, mentre gli abitanti di Černobyl' furono chiamati al lavoro.
Un professore di fisica ricorda che il contatore Geiger misurò un livello anomalo di radioattività solamente a partire dal secondo giorno. Il 28 aprile Pryp"jat' fu il primo centro a essere evacuato in settantadue ore. Il 2 maggio le autorità russe estesero la zona di interdizione entro il raggio di trenta chilometri dal reattore esploso: 336.000 persone furono obbligate a lasciare le proprie case e averi in poche ore, senza una motivazione ufficiale, e destinate in località sicure rispetto al rischio di contagio, in numerosi casi separando i famigliari tra loro.
Dopo poche settimane alcuni decisero di tornare nelle proprie abitazioni originarie, anche per la difficoltà riscontrata a integrarsi nelle loro nuove dimore. Lì tornarono a coltivare le terre, praticare l'allevamento nei pascoli contaminati, la caccia e la pesca, notando la ricomparsa della vegetazione e il ritorno degli uccelli migratori già due anni dopo il disastro. Gli abitanti non furono oggetto di studio clinico né di un monitoraggio sanitario particolare; a loro memoria, la mortalità fu contenuta fra i vitelli e i maiali da allevamento fu inferiore anche rispetto a quanti decisero di vivere lontano dal luogo nelle zone assegnate dal governo.

## Sviluppo e progetti di ricostruzione
I progetti più accreditati per il futuro della zona prevedono il suo utilizzo come territorio di industrie e ricerca per lo sviluppo delle tecnologie nucleari, comprese le tecnologie per lo smaltimento delle scorie nucleari. Sono già in costruzione nell'area strutture permanenti di stoccaggio di rifiuti nucleari anche se non mancano preoccupazioni per l'ambiente e per lo sviluppo economico della zona. Si levano da più parti richieste per un più ampio rilancio economico e sociale dei territori che circondano la zona del disastro. Per esempio si chiede lo sviluppo di speciali tecnologie per agricoltura ed industria allo scopo di evitare la diffusione di materiale contaminato.
Il più strenuo difensore di tale rilancio è il presidente Viktor Juščenko che ha espresso la sua viva preoccupazione in merito all'esclusione dei territori contaminati dal tessuto economico e sociale dell'Ucraina. Nel novembre del 2007 l'Assemblea generale delle Nazioni Unite ha adottato la risoluzione chiamata "recupero e sviluppo sostenibile" per le aree colpite dall'incidente. Commentando tali questioni i funzionari del Programma di Sviluppo dell'ONU hanno parlato di progetti affinché la popolazione locale acquisisca maggior fiducia in sé e perché ci sia un rilancio dell'agricoltura e lo sviluppo di un eco-turismo.
Tuttavia non è chiaro se tali piani dell'ONU e di Juščenko riguardano proprio la zona di alienazione o solo le tre zone che la circondano dove la contaminazione è meno forte e le restrizioni alla popolazione sono meno severe (come ad esempio nel distretto di Narodyči nell'oblast' di Žytomyr).
Nel luglio 2019 il presidente ucraino Volodymyr Zelens'kyj, in seguito all'aumento del turismo nella zona di alienazione, ha firmato un decreto che autorizza il libero accesso ai turisti nell'area con la creazione di un corridoio verde. I progetti per il sito comprendono nuovi corsi d'acqua e posti di blocco nell'area, una migliore copertura della rete telefonica e nuovi percorsi pedonali. Verranno anche eliminate le restrizioni in vigore sulle riprese e sulle foto.